# Anguillospora curvula
Anguillospora curvula är en svampart som beskrevs av S.H. Iqbal 1972. Anguillospora curvula ingår i släktet Anguillospora, ordningen Pleosporales, klassen Dothideomycetes, divisionen sporsäcksvampar och riket svampar.   Inga underarter finns listade i Catalogue of Life.